# Romanche
Die Romanche ist ein Gebirgsfluss in Frankreich, der in den Regionen Provence-Alpes-Côte d’Azur und Auvergne-Rhône-Alpes verläuft. Sie entspringt im Nordteil der zentralen Dauphiné-Alpen, im Nationalpark Écrins, unterhalb des Gletschers Plate des Agnaux, im Gemeindegebiet von Villar-d’Arêne, entwässert generell Richtung West bis Nordwest durch das nach ihr benannte Tal Vallée de la Romanche und mündet nach rund 78 Kilometern südlich von Grenoble, an der Gemeindegrenze von Champ-sur-Drac und Jarrie, als rechter Nebenfluss in den Drac. Auf ihrem Weg durchquert die Romanche die Départements Hautes-Alpes und Isère.

## Orte am Fluss
- Villar-d’Arêne
- La Grave
- Le Freney-d’Oisans
- Le Bourg-d’Oisans
- Livet-et-Gavet
- Séchilienne
- Vizille
- Champ-sur-Drac

## Sehenswürdigkeiten
Bei Freney-d’Oisans ist die Romanche zum Lac du Chambon aufgestaut. Unterhalb des Ortes bildet der Fluss die imposante Schlucht Gorges de l’Infernet. Die Wildwasser der oberen Romanche eignen sich für den Kajaksport und auch zum Rafting.